# 黑眼圈 (電影)
《黑眼圈》是台灣導演蔡明亮的第8部劇情長片，於2006年出品。
蔡明亮導演因不滿《黑眼圈》只入圍最佳音效與女配角（蔡宝珠）兩項獎，而評審還批評不宜過於沈浸個人風格，而是應該要感動人，還要考慮到票房與觀眾的接受度，召開記者會，宣佈退出金馬獎。